# Australian Open 1990
De 78e editie van het Australische grandslamtoernooi, het Australian Open 1990, werd gehouden van 15 tot en met 28 januari 1990. Voor de vrouwen was het de 64e editie. Het werd in het Flinders Park te Melbourne gespeeld.
Het toernooi van 1990 trok 312.000 toeschouwers.

## Belangrijkste uitslagen
Mannenenkelspel

Finale: Ivan Lendl (Tsjecho-Slowakije) won van Stefan Edberg (Zweden) die de strijd opgaf bij een stand 4-6, 7-6, 5-2
Vrouwenenkelspel

Finale: Steffi Graf (West-Duitsland) won van Mary Joe Fernandez (VS) met 6-3, 6-4
Mannendubbelspel

Finale: Pieter Aldrich (Zuid-Afrika) en Danie Visser (Zuid-Afrika) wonnen van Grant Connell (Canada) en Glenn Michibata (Canada) met 6-4, 4-6, 6-1, 6-4
Vrouwendubbelspel

Finale: Jana Novotná (Tsjecho-Slowakije) en Helena Suková (Tsjecho-Slowakije) wonnen van Patty Fendick (VS) en Mary Joe Fernandez (VS) met 7-6, 7-6
Gemengd dubbelspel

Finale: Natallja Zverava (Sovjet-Unie) en Jim Pugh (VS) wonnen van Zina Garrison (VS) en Rick Leach (VS) met 4-6, 6-2, 6-3
Meisjesenkelspel

Finale: Magdalena Maleeva (Bulgarije) won van Louise Stacey (Australië) met 7-5, 6-7, 6-1
Meisjesdubbelspel

Finale: Rona Mayer (Israël) en Limor Zaltz (Israël) wonnen van Justine Hodder (Australië) en Nicole Pratt (Australië) met 6-4, 6-4
Jongensenkelspel

Finale: Dirk Dier (West-Duitsland) won van Leander Paes (India) met 6-4, 7-6
Jongensdubbelspel

Finale: Roger Pettersson (Zweden) en Mårten Renström (Zweden) wonnen van Robert Janecek (Canada) en Ernesto Munoz de Cote (Mexico) met 4-6, 7-6, 6-1
1905 · 1906 · 1907 · 1908 · 1909 · 1910 · 1911 · 1912 · 1913 · 1914 · 1915 · 1916–1918 · 1919 · 1920 · 1921 · 1922 · 1923 · 1924 · 1925 · 1926 · 1927 · 1928 · 1929 · 1930 · 1931 · 1932 · 1933 · 1934 · 1935 · 1936 · 1937 · 1938 · 1939 · 1940 · 1941–1945 · 1946 · 1947 · 1948 · 1949 · 1950 · 1951 · 1952 · 1953 · 1954 · 1955 · 1956 · 1957 · 1958 · 1959 · 1960 · 1961 · 1962 · 1963 · 1964 · 1965 · 1966 · 1967 · 1968
↓ open tijdperk ↓
1969 (m-v-md-vd-gd) · 1970 (m-v-md-vd) · 1971 (m-v-md-vd) · 1972 (m-v-md-vd) · 1973 (m-v-md-vd) · 1974 (m-v-md-vd) · 1975 (m-v-md-vd) · 1976 (m-v-md-vd) · jan 1977 (m-v-md-vd) · dec 1977 (m-v-md-vd) · 1978 (m-v-md-vd) · 1979 (m-v-md-vd) · 1980 (m-v-md-vd) · 1981 (m-v-md-vd) · 1982 (m-v-md-vd) · 1983 (m-v-md-vd) · 1984 (m-v-md-vd) · 1985 (m-v-md-vd) · 1986 · 1987 (m-v-md-vd-gd) · 1988 (m-v-md-vd-gd) · 1989 (m-v-md-vd-gd) · 1990 (m-v-md-vd-gd) · 1991 (m-v-md-vd-gd) · 1992 (m-v-md-vd-gd) · 1993 (m-v-md-vd-gd) · 1994 (m-v-md-vd-gd) · 1995 (m-v-md-vd-gd) · 1996 (m-v-md-vd-gd) · 1997 (m-v-md-vd-gd) · 1998 (m-v-md-vd-gd) · 1999 (m-v-md-vd-gd) · 2000 (m-v-md-vd-gd) · 2001 (m-v-md-vd-gd) · 2002 (m-v-md-vd-gd) · 2003 (m-v-md-vd-gd) · 2004 (m-v-md-vd-gd) · 2005 (m-v-md-vd-gd) · 2006 (m-v-md-vd-gd) · 2007 (m-v-md-vd-gd) · 2008 (m-v-md-vd-gd) · 2009 (m-v-md-vd-gd) · 2010 (m-v-md-vd-gd) · 2011 (m-v-md-vd-gd) · 2012 (m-v-md-vd-gd) · 2013 (m-v-md-vd-gd) · 2014 (m-v-md-vd-gd) · 2015 (m-v-md-vd-gd) · 2016 (m-v-md-vd-gd) · 2017 (m-v-md-vd-gd) · 2018 (m-v-md-vd-gd) · 2019 (m-v-md-vd-gd)  · 2020 (m-v-md-vd-gd) · 2021 (m-v-md-vd-gd) · 2022 (m-v-md-vd-gd) · 2023 (m-v-md-vd-gd) · 2024 (m-v-md-vd-gd) · 2025 (m-v-md-vd-gd)
Lijst van Australian Openwinnaars